# Danh sách dàn nhạc giao hưởng ở châu Âu
Đây là danh sách các dàn nhạc giao hưởng ở Châu Âu. Đối với dàn nhạc trên thế giới, hãy xem Danh sách dàn nhạc giao hưởng.
Đây là một danh sách chưa hoàn tất, và có thể sẽ không bao giờ thỏa mãn yêu cầu hoàn tất. Bạn có thể đóng góp bằng cách mở rộng nó bằng các thông tin đáng tin cậy.

## Dàn nhạc Pan-Europeans (liên Âu)
- Dàn nhạc thính phòng châu Âu
- Dàn nhạc Trẻ liên hiệp châu Âu
- Dàn nhạc Spira Mirabilis

### Áo
- Ars Antiqua Austria
- Bruckner Orchestra Linz
- Gustav Mahler Youth Orchestra
- Mozarteum Orchestra of Salzburg
- Symphony Orchestra Vorarlberg
- Tonkünstler Orchestra
- Vienna Chamber Orchestra (Das Wiener Kammer Orchester)
- Vienna Mozart Orchestra (Wiener Mozart Orchester)
- Vienna Philharmonic (Wiener Philharmoniker)
- Vienna Radio Symphony Orchestra
- Vienna Symphony (Wiener Symphoniker)
- Wiener Johann Strauss Orchester
- Wiener Jeunesse Orchester (national youth orchestra)

### Các nước Baltic
- Kremerata Baltica
- Baltic Sea Philharmonic

### Bỉ
- Antwerp Symphony Orchestra
- Brussels Philharmonic
- Brussels Philharmonic Orchestra
- National Orchestra of Belgium
- Orchestre Philharmonique de Liège
- Orchestre Royal de Chambre de Wallonie

### Bosna và Hercegovina
- Sarajevo Philharmonic Orchestra

### Bulgaria
- Bulgarian National Radio Symphony Orchestra
- New Symphony Orchestra
- Plovdiv Philharmonic Orchestra
- Rousse Philharmonic Orchestra
- Sofia Symphonic Orchestra

### Croatia
- Dubrovnik Symphony Orchestra
- Zagreb Philharmonic Orchestra

### Séc
- Barocco sempre giovane
- Bohemian Symphony Orchestra Prague
- Brno Philharmonic Orchestra
- Capellen Orchestra
- City of Prague Philharmonic Orchestra
- Czech National Symphony Orchestra
- Czech Philharmonic Orchestra
- Czech Symphony Orchestra (1994) (ČSO)
- Film Symphony Orchestra (FISYO), also known as Czech Symphony Orchestra during Live-Concerts
- Janáček Philharmonic Orchestra
- Karlovy Vary Symphony Orchestra
- Moravian Philharmonic
- Praga Sinfonietta Orchestra
- Prague Philharmonia (PKF)
- Prague Philharmonic Orchestra
- Prague Radio Symphony Orchestra (SOČR)
- Prague Symphony Orchestra (FOK/PSO)
- Suk Chamber Orchestra
- Teplice Symphony Orchestra

### Đan Mạch
- Aalborg Symphony Orchestra
- Aarhus Symphony Orchestra
- Copenhagen Philharmonic Orchestra
- Danish National Chamber Orchestra
- Danish National Symphony Orchestra
- Danish Youth Ensemble (national youth orchestra)
- Odense Symphony Orchestra
- Sønderjyllands Symphony Orchestra
- Royal Danish Orchestra (Det Kongelige Kapel)

### Estonia
- Estonian National Symphony Orchestra

### Liên minh châu Âu
- European Union Baroque Orchestra
- European Union Youth Orchestra

### Phần Lan
Các dàn nhạc giao hưởng chuyên nghiệp
- Helsinki Philharmonic Orchestra ("HKO", Finnish: Helsingin kaupunginorkesteri, Swedish: Helsingfors stadsorkester), founded in 1882
- Finnish Radio Symphony Orchestra ("RSO" (eng. "FRSO"), Finnish: Radion sinfoniaorkesteri, Swedish: Radions symfoniorkester), founded in 1927
- Tapiola Sinfonietta (Finnish: Tapiola Sinfonietta, Swedish: Tapiola Sinfonietta – Esbo stadsorkester), founded in 1987
- Lahti Symphony Orchestra (Finnish: Sinfonia Lahti – Lahden kaupunginorkesteri, Swedish: Sinfonia Lahti – Lahtis stadsorkester) founded in 1910
- Tampere Philharmonic Orchestra ("TFO", Finnish: Tampere Filharmonia – Tampereen kaupunginorkesteri, Swedish: Tampere Filharmonia – Tammerfors stadsorkester) founded in 1930
- Turku Philharmonic Orchestra (Finnish: Turku Filharmonia – Turun kaupunginorkesteri, Swedish: Åbo Filharmoniska Orkester – Åbo stadsorkester), founded in 1790
- Jyväskylä Sinfonia founded in 1955
- Oulu Symphony Orchestra (Finnish: Oulu Sinfonia – Oulun kaupunginorkesteri, Swedish: Oulu Sinfonia – Uleåborgs stadsorkester) founded in 1937
- Kymi Sinfonietta (Comprises Kouvola and Kotka City Orchestras) founded in 1999

Dàn nhạc thích phòng
- Avanti! Chamber Orchestra (Finnish: Avanti! Kamariorkesteri, Swedish: Kammarorkester Avanti!), founded in 1983
- Ostrobothnian Chamber Orchestra

Dàn nhạc của Nhạc viện và Đại học
- Ylioppilaskunnan Soittajat ("YS", English: Helsinki University Symphony Orchestra, Swedish: Helsingfors Universitets studentorkester), founded in 1747 (1926)
- The Polytech Orchestra ("PO", Finnish: Polyteknikkojen orkesteri, Swedish: Polyteknikernas orkester), founded in 1922

### Pháp
- Concerts Colonne (Paris), founded in 1873
- Concerts Lamoureux (Paris), founded in 1881
- Concerts Pasdeloup (Paris), founded in 1861
- Ensemble InterContemporain, founded in 1976
- Ensemble La Fenice, founded in 1990
- Ensemble Matheus, founded in 1991
- Les Musiciens du Louvre (Grenoble), founded in 1982
- Orchestre de la Société des Concerts du Conservatoire, founded in 1828, disbanded 1967
- Orchestre de Paris, founded in 1967
- Orchestre des Champs-Élysées (Poitiers), founded in 1991
- Orchestre Dijon Bourgogne, founded in 2009
- Orchestre Français des Jeunes (national youth orchestra)
- Orchestre National Bordeaux Aquitaine, founded in 1974
- Orchestre National d'Île-de-France, founded in 1974
- Orchestre National de France, founded in 1934
- Orchestre National de Lille, founded in 1976
- Orchestre National de Lyon, founded in 1905
- Orchestre National de Metz, founded in 1976
- Orchestre National des Pays de la Loire, founded in 1971
- Orchestre national du Capitole de Toulouse, founded c.1932
- Orchestre des Pays de Savoie, founded in 1984
- Orchestre Philharmonique de Radio France, 1937
- Orchestre philharmonique de Strasbourg, founded in 1855
- Orchestre symphonique de Mulhouse, founded in 1975
- Orchestre symphonique et lyrique de Nancy, founded in 1884
- Opéra Orchestre national Montpellier, founded in 2001
- Rouen Philharmonic Orchestra, founded in 1998

### Đức
- Dàn nhạc quốc gia:
  - Bundesjugendorchester
  - Junge Deutsche Philharmonie

### A–M
- Akademie für Alte Musik Berlin
- Akademische Orchestervereinigung
- Badische Staatskapelle
- Bamberg Symphony Orchestra (Bamberger Symphoniker)
- Bavarian Radio Symphony Orchestra (Symphonieorchester des Bayerischen Rundfunks)
- Bavarian State Orchestra (Bayerisches Staatsorchester)
- Berlin Philharmonic (Berliner Philharmoniker)
- Berlin Radio Symphony Orchestra (East Berlin) (Rundfunk-Sinfonieorchester Berlin)
- Berliner Symphoniker
- Bochumer Symphoniker
- Detmold Chamber Orchestra
- Deutsche Kammerphilharmonie Bremen
- Deutsches Filmorchester Babelsberg
- Deutsche Radio Philharmonie Saarbrücken Kaiserslautern
- Deutsches Symphonie-Orchester Berlin
- Dortmunder Philharmoniker
- Dresden Philharmonic (Dresdner Philharmonie)
- Duisburg Philharmonic (Duisburger Philharmoniker)
- Frankfurter Opern- und Museumsorchester (Frankfurt Opera)
- Fulda Symphonic Orchestra (Fuldaer Symphonisches Orchester)
- Freiburger Barockorchester
- Gürzenich-Orchester Köln
- Hamburger Symphoniker
- Hannoversche Hofkapelle
- Hofer Symphoniker
- hr-Sinfonieorchester
- Jenaer Philharmonie
- Konzerthausorchester Berlin (formerly Berlin Symphony Orchestra)
- Leipzig Gewandhaus Orchestra (Gewandhausorchester Leipzig)
- Mahler Chamber Orchestra
- MDR Symphony Orchestra
- Mecklenburgische Staatskapelle
- Münchner Rundfunkorchester
- Munich Philharmonic (Münchner Philharmoniker)

### N–Z
- NDR Radiophilharmonie (Hannover)
- NDR Elbphilharmonie Orchestra (Hamburg Elbphilharmonie)
- Neue Philharmonie Frankfurt (Offenbach am Main)
- Niedersächsisches Staatsorchester (Hannover)
- Nordwestdeutsche Philharmonie
- Nuremberg Symphony (Nürnberger Symphoniker)
- Philharmonia Hungarica, founded by Hungarian exiles, disbanded 2001
- Philharmonie Festiva
- Philharmonisches Staatsorchester Hamburg
- Philharmonisches Kammerorchester Berlin
- Philharmonisches Staatsorchester Mainz
- Southwest German Radio Symphony Orchestra
- Staatskapelle Berlin
- Staatskapelle Dresden (Sächsische Staatskapelle Dresden)
- Staatskapelle Halle
- Staatskapelle Weimar
- Staatsorchester Braunschweig (State Orchestra Brunswik)
- Staatsorchester Stuttgart
- Stuttgart Chamber Orchestra
- Stuttgart Radio Symphony Orchestra
- SWR Symphonieorchester
- WDR Rundfunkorchester Köln
- WDR Symphony Orchestra Cologne
- Württembergisches Kammerorchester Heilbronn

### Hy Lạp
- Greek Youth Symphony Orchestra (national youth orchestra)
- Athens state symphony orchestra
- Thessaloniki state symphony orchestra
- National Opera orchestra
- National Radio Orchestra (ERT)
- Armonia Atenea – Athens Camerata
- City of Athens symphony orchestra
- City of Thessaloniki symphony orchestra
- Philharmonic Society of Corfu
- Athens Philharmonic

### Hungary
- Budapest Festival Orchestra
- Budapest Philharmonic Orchestra
- Hungarian Radio Symphony Orchestra, also known earlier as Budapest Symphony Orchestra
- Hungarian National Philharmonic
- Philharmonia Hungarica, founded by Hungarian exiles, based in Germany; dissolved in 2001
- Szeged Symphony Orchestra

### Iceland
- Iceland Symphony Orchestra (Sinfóníuhljómsveit Íslands)

- Icelandic Youth Symphony Orchestra (Ungsveit Sinfóníuhljómsveitar Íslands)
- Sinfóníuhljómsveit unga fólksins (Ungfónían)
- SinfoNord (Sinfóníuhljómsveit Norðurlands)
- Sinfóníuhljómsveit áhugamanna
- Sinfóníuhljómsveit Menntaskólans í Tónlist (SMíT)
- Sinfóníuhljómsveit Tónlistarskólanna (ST or STón)

### Ireland
- RTÉ National Symphony Orchestra
- RTÉ Concert Orchestra
- Irish Chamber Orchestra
- Hibernian Orchestra
- Camerata Ireland
- Dublin Philharmonic Orchestra
- Dublin Orchestral Players
- University College Dublin Symphony Orchestra
- National Youth Orchestra of Ireland (national youth orchestra)

### Ý
- Accademia Filarmonica Romana, Rome
- Camerata de' Bardi, academic orchestra, Pavia
- I Musici, Rome
- I Solisti Veneti, Padua
- Orchestra del Maggio Musicale Fiorentino, Florence
- Orchestra dell'Accademia Nazionale di Santa Cecilia, Rome
- Orchestra di Piazza Vittorio
- Orchestra Filarmonica della Fenice, Venice
- Orchestra Giovanile Italiana (national youth orchestra)
- Orchestra i Pomeriggi Musicali, Milan
- Orchestra Sinfonica di Milano Giuseppe Verdi, Milan
- Orchestra Sinfonica Nazionale della RAI
- Orchestra Sinfonica Siciliana, Palermo
- Orchestra Mozart, founded by Claudio Abbado in Bologna
- Orchestra Roma Sinfonietta, directed by Ennio Morricone
- Orchestra Sinfonica di Roma, Rome
- RCA Italiana Orchestra
- Rondò Veneziano, Venice
- Teatro San Carlo Orchestra, Naples
- Teatro Carlo Felice Orchestra, Genova
- Teatro dell'Opera di Roma Orchestra, Rome
- Teatro Petruzzelli Orchestra, Bari
- Teatro Comunale di Bologna Orchestra, Bologna
- Venice Baroque Orchestra

### Latvia
- Latvian National Symphony Orchestra
- Liepaja Symphony Orchestra

### Lichenstein
- Sinfonieorchester Liechtenstein
- Orchester Liechtenstein-Werdenberg

### Litva
- Klaipėda Chamber Orchestra
- Lithuanian National Symphony Orchestra
- Lithuanian State Symphony Orchestra
- Lithuanian Chamber Orchestra
- Kaunas City Symphony Orchestra

### Luxembourg
- Luxembourg Philharmonic Orchestra
- Luxembourg Sinfonietta

### Malta
- Malta Philharmonic Orchestra

### Moldova
- Moldovan National Youth Orchestra (national youth orchestra)

### Montenegro
- Montenegrin Symphony Orchestra

### Hà Lan
- National Youth Orchestra of the Netherlands (national youth orchestra)
- Holland Symfonia
- Metropole Orchestra
- Netherlands Philharmonic Orchestra
- Netherlands Radio Philharmonic
- Netherlands Chamber Orchestra
- Netherlands Radio Symphony Orchestra
- Netherlands Symphony Orchestra
- North Netherlands Symphony Orchestra
- Orchestra of the Eighteenth Century
- Residentie Orchestra
- Rotterdam Philharmonic Orchestra
- Royal Concertgebouw Orchestra
- Symfonisch Blaasorkest ATH

### Na Uy
- Ungdomssymfonikerne (national youth orchestra)
- Norwegian Arctic Philharmonic Orchestra
- Bergen Philharmonic Orchestra
- Kristiansand Symphony Orchestra
- Norwegian Chamber Orchestra
- Norwegian Radio Orchestra
- Oslo Philharmonic Orchestra
- Oslo Sinfonietta
- Stavanger Symphony Orchestra
- Trondheim Symphony Orchestra

### Ba Lan
- Polish Sinfonia Iuventus Orchestra (national youth orchestra)
- Pomeranian Philharmonic (Bydgoszcz)
- Kraków Philharmonic Orchestra (Kraków)
- Dàn nhạc giao hưởng Łódź
- Polish National Radio Symphony Orchestra (Katowice)
- Polish Radio Symphony Orchestra (Warsaw)
- Polish Baltic Philharmonic (Gdańsk)
- Poznań Philharmonic (Poznań)
- National Forum of Music Symphony Orchestra (Wrocław)
- Silesian Philharmonic (Katowice)
- Sinfonia Varsovia (Warsaw)
- Sudecka Philharmonic (Wałbrzych)
- Dàn nhạc giao hưởng quốc gia Warszawa
- Szczecin Philharmonic (Szczecin)
- Women's Orchestra of Auschwitz, youth orchestra at concentration camp (historic)

### Bồ Đào Nha
- Gulbenkian Orchestra
- Portuguese Chamber Orchestra
- Orquestra Sinfónica do Porto Casa da Música

### Romania
- Romanian Youth Orchestra (national youth orchestra)
- Bucharest Symphony Orchestra
- Cluj "Transilvania" Philharmonic Orchestra
- Craiova "Oltenia" Philharmonic Orchestra
- George Enescu Philharmonic Orchestra
- Iaşi "Moldova" Philharmonic Orchestra
- National Radio Orchestra of Romania
- Ploieşti "Paul Constantinescu" Philharmonic Orchestra
- Sibiu State Philharmonic Orchestra
- Timișoara "Banatul" Philharmonic Orchestra

### Nga
- Mariinsky Theatre Orchestra
- Moscow Chamber Orchestra
- Moscow City Symphony Orchestra
- Moscow Philharmonic Orchestra
- Moscow State Symphony Orchestra
- Moscow Symphony Orchestra
- Moscow Virtuosi
- Murmansk Philharmonic Orchestra
- National Philharmonic of Russia
- Novosibirsk Youth Symphony Orchestra
- Osipov State Russian Folk Orchestra
- Persimfans
- Russian National Orchestra
- Russian Philharmonic Orchestra
- Sochi Symphony Orchestra
- Saint Petersburg Academic Symphony Orchestra
- Saint Petersburg Philharmonic Orchestra
- State Academic Symphony Orchestra of the Russian Federation
- State Symphony Capella of Russia
- State Symphony Cinema Orchestra
- Tchaikovsky Symphony Orchestra
- Ural Philharmonic Orchestra

### Serbia
- Belgrade Philharmonic Orchestra
- Niš Symphony Orchestra

### Slovakia
- Cappella Istropolitana
- Slovak Philharmonic
- Slovak Radio Symphony Orchestra
- Slovak Youth Orchestra (national youth orchestra)

### Slovenia
- RTV Slovenia Symphony Orchestra
- Slovenian Philharmonic Orchestra

### Tây Ban Nha
- Bilbao Orkestra Sinfonikoa
- Castile and León Symphony Orchestra
- Chamartín Symphony Orchestra
- Community of Madrid Orchestra
- Málaga Philharmonic
- Madrid Academic Orchestra
- Madrid Symphony Orchestra
- Orquesta Ciudad de Granada
- Orquesta Clásica Santa Cecilia
- Orquestra de Cadaqués
- Orquesta Filarmónica de Málaga
- Orquestra Simfònica de Barcelona i Nacional de Catalunya
- Orquesta Sinfónica de Burgos
- Dàn nhạc giao hưởng Galicia
- Orquesta Sinfonica de Tenerife
- Orquestra Simfònica del Gran Teatre del Liceu
- Orquestra Simfònica del Vallès
- Queen Sofía Chamber Orchestra
- Real Compañía Ópera de Cámara
- Real Orquesta Sinfónica de Sevilla
- RTVE Symphony Orchestra (based in Madrid)
- Sociedad de Conciertos de Madrid
- Spanish National Youth Orchestra (national youth orchestra)
- Orquesta Nacional de España (based in Madrid)
- Valencian Community Orchestra
- Valencia Orchestra

### Thụy Điển
- Gävle Symphony Orchestra
- Gothenburg Symphony Orchestra
- Kungliga Hovkapellet - Dàn nhạc Tòa án Hoàng gia
- Malmö Symphony Orchestra
- Norrköping Symphony Orchestra
- Örebro Chamber Orchestra
- Royal Academic Orchestra
- Royal Stockholm Philharmonic Orchestra
- Stockholm Youth Symphony Orchestra
- Swedish Chamber Orchestra
- Swedish Radio Symphony Orchestra

### Thụy Sĩ
- Basel Sinfonietta
- Berner Symphonie-Orchester
- Biel Solothurn Symphony Orchestra
- Camerata Bern
- Kammerorchester Basel
- Lucerne Festival Strings
- Luzerner Sinfonieorchester
- Orchester Musikkollegium Winterthur
- Orchestra della Svizzera Italiana
- Orchestre de Chambre de Lausanne
- Orchestre de chambre de Neuchâtel
- Orchestre de la Suisse Romande
- Sinfonieorchester Basel
- Tonhalle Orchester Zurich
- Zurich Chamber Orchestra
- Zurich Opera House Orchestra
- Zurich Symphony Orchestra

### Ukraina
- Ukrainian Radio Symphony Orchestra
- National Symphony Orchestra of Ukraine
- Symphony Orchestra of the National Philharmonic of Ukraine
- Kyiv Classic Orchestra

### Anh
- Academy of Ancient Music
- Academy of St Martin in the Fields
- BBC Concert Orchestra
- BBC Philharmonic
- BBC Symphony Orchestra
- Bournemouth Sinfonietta
- Bournemouth Symphony Orchestra
- Britten Sinfonia
- Camerata of London
- City of Birmingham Symphony Orchestra
- City of London Sinfonia
- City of Rochester Symphony Orchestra
- Didcot Concert Orchestra
- Docklands Sinfonia
- English Baroque Soloists
- English Chamber Orchestra
- English Concert
- Ex Cathedra Baroque Orchestra
- Hallé Orchestra
- Huddersfield Philharmonic Orchestra
- Hull Philharmonic Orchestra
- Kensington Symphony Orchestra
- Kings Chamber Orchestra
- Leeds Symphony Orchestra
- Leicester Symphony Orchestra
- London Chamber Orchestra
- London Classical Players
- London Festival Orchestra
- London Mozart Players
- London Philharmonic Orchestra
- London Shostakovich Orchestra
- London Sinfonietta
- London Symphony Orchestra
- Manchester Camerata
- National Youth Orchestra of Great Britain
- New London Orchestra
- Northern Sinfonia
- Orchestra of Opera North
- Orchestra of the Age of Enlightenment
- Orchestra of the City
- Oxford Philharmonic Orchestra
- Philharmonia
- Royal Liverpool Philharmonic Orchestra
- Royal Philharmonic Orchestra
- Sheffield Symphony Orchestra
- Sinfonia ViVA
- Sunderland Symphony Orchestra
- The King's Consort
- Worthing Symphony Orchestra

### Bắc Ireland
- Ulster Orchestra

### Scotland
- BBC Scottish Radio Orchestra
- BBC Scottish Symphony Orchestra
- National Youth Orchestra of Scotland
- Royal Scottish National Orchestra
- Scottish Chamber Orchestra
- Scottish Ensemble
- Scottish Festival Orchestra
- West of Scotland Schools Symphony Orchestra

### Wales
- BBC National Orchestra of Wales
- Cardiff Philharmonic Orchestra
- National Youth Orchestra of Wales
- Welsh Sinfonia